# Deštná (Moravia meridionale)
Deštná (in tedesco Deschna) è un comune della Repubblica Ceca facente parte del distretto di Blansko, in Moravia Meridionale.